# Peplometus biscutellatus
Peplometus biscutellatus là một loài nhện trong họ Salticidae.
Loài này thuộc chi Peplometus. Peplometus biscutellatus được Eugène Simon miêu tả năm 1887.